# Ivan Ramos
Ivan Ramos, Maca Ramos (zm. 19 września 2024) – belizeński polityk, członek Zjednoczonej Partii Ludowej, poseł z okręgu Dangriga.

## Życiorys
Związał się z chadecką Zjednoczoną Partią Ludową i z jej ramienia kandydował do parlamentu.
7 marca 2012 Maca Ramos został członkiem Izby Reprezentantów z okręgu Dangriga, w którym pokonał w wyborach przedstawiciela UDP: Arthura Rochesa, zdobywając 2036 głosów (stosunek głosów: 53,19% do 44,38%). Zjednoczona Partia Ludowa pozostała w tej kadencji w opozycji.